# 高山博子
高山 博子（たかやま ひろこ、1958年 - ）は、洋画家。女性。
2024年現在、広島日印協会副会長
、
日本美術家連盟会員、インド・タゴール国際大学の客員教授。広島キワニスクラブ会員、光風会会員、日展会友。

## 来歴
広島県生まれ、広島市立基町高等学校卒業後、大阪芸術大学に入学。（1982年に卒業）。1993年に日展初入選。

## 活動
23歳で初めてインドを訪問、インドの神秘性に惹かれ、主に女性をテーマに情熱あふれる作品群を発表している。
インド全土を取材するスケッチの旅や、日本のお寺などを巡る旅で、スケッチの研鑽を重ねて、インド取材の旅は20数回にも及び、平成21年には、タゴール国際大学の客員教授として教鞭をとる他、立正大学、比治山大学でも客員教授を務めた。

タゴール生誕150周年記念シンポジウム、日印交国樹立60年記念事業／国際文化会館（岩崎小彌太記念ホール）でパネリストを務める。

展覧会としては、日本橋三越本店をはじめ、各地で多数の個展を開催している。
2022年には「絵画で紡ぐ日本とインドのきずな」と題した、『ウペンドラ・マハラティと高山博子展』が、広島県立美術館で約2か月間に亘って開催された。（主催：広島県、ニューデリー近代美術館、インド総領事館）

さらに2023年5月20日に広島で開催されたG7広島サミットの際には、インド政府から招待を受け、ナレンドラ・モディ首相に油絵『蓮華手菩薩（れんげしゅぼさつ）を贈呈した
その時、モディ首相から直接、「日本とインドの文化交流プロジェクトを立ち上げたい。ぜひ、サポートしてほしい」との要請を受け、1年後に「広島日印協会」を設立した。（設立総会：2024年5月20日）

## 経歴[10]
- 1958年 - 広島県に生まれる
- 1977年 - 広島市立基町高等学校卒業
- 1981年 - 大阪芸術大学美術科卒業
- 1981年 - 大阪府河内長野市立千代田中学校教諭
- 1985年 - 光風会初入選
- 1988年 - 広島県立美術展奨励賞受賞（1993年、1995年）
- 1993年- 日展初入選
- 1994年 - 中国新聞社賞（第80回光風会展）
- 2008年 - 紺綬褒章受章
- 2011年 - 国際交流奨励賞受賞
- 2011年 - 光風会会友賞受賞（第97回）
- 2013年 - 第28回国民文化祭　文部科学大臣賞受賞
- 2013年 - 損保ジャパン美術財団賞受賞（第99回光風会展）
- 2015年 - 広島県知事賞受賞 （第101回光風会展）
- 2015年 - 信州伊那高遠大賞（金賞）
- 2016年 - 県民文化奨励賞受賞（広島県）
- 2016年 - 紺綬褒章受賞（2回目）
- 2018年 - T氏会員賞受賞（第104回光風会展）

## 主な展覧会
- 1985年 - 光風会初出品（以後、現在に至る）
- 1993年 - 日展初入選（以後、現在に至る）
- 1995年 - 公募広島の美（広島市現代美術館）
- 1996年 - 【個展】ヒロシマHHA、ハノーヴァー展（ドイツ）

　　　　- 　【個展】広島そごう美術画廊
　　　　-　【個展】ギャリー森
- 1998年 - 女流画家協会展初入選（以後、14回出品）

　　　　- 女性の美術、広島の同時代表現展（東広島美術館）
　　　　- 雪舟ますだ美術大賞展
　　　　- 【個展】広島そごう美術画廊
- 1999年 - 羅州国際美術展（韓国）
- 2000年 - 三良坂平和美術展（以後、毎年）

　　　　- 【個展】広島そごう美術画廊
- 2002年 -【個展】倉敷三越

　　　　- 【個展】広島そごう美術画廊
- 2003年 - 【個展】「高山博子展」　大阪大丸心斎橋

- 2004年 - 【個展】八千代の丘美術館

　　　　- 【個展】広島そごう美術画廊
- 2005年 - 【個展】大阪大丸心斎橋美術画廊

- 2006年 - 【個展】広島そごう美術画廊
- 2008年 - 【個展】東京銀座松屋

　　　　- 【個展】八千代の丘美術館（１年間展示）　
　　　　- 【個展】広島そごう美術画廊
- 2009年 - 【個展】小田急百貨店　（町田店）

　　　- 【個展】伊勢丹（埼玉浦和店）
　　　-  インド・タゴール国際大学「スケッチ展」
- 2010年 - 【個展】広島そごう美術画廊
- 2011年 - 【個展】大阪大丸心斎橋美術画廊　日展会友推挙
- 2012年 - 【個展】「生命の華〜 高山博子作品展〜」（美術館あーとあい・きさ）

　　　- 【個展】広島そごう美術画廊
- 2013年 - 光耀展（日本橋三越美術画廊）

　　　- 第28回　国民文化祭　（山梨県）
- 2014年 - 【個展】そごう広島店美術画廊

　　　- 【個展】日本橋三越本店
　　　- アスパック・アジア大会（広島リーガロイヤルホテル）
- 2015年 - 光耀展Ⅱ　日本橋三越本店

　　　- 【個展】高山博子展　「西武デパート大阪高槻）
　　　- 第6回　信州高遠の四季展出品
　　　- 三越伊勢丹　大誕生祭（日本橋三越本店）にて、「赤富士に天女舞う」を出品
- 2016年 - 【個展】広島そごう美術画廊

　　　- 【個展】福井西武デパート美術画廊
　　　-  光耀展Ⅲ　日本橋三越本店　
- 2017年 - 【個展】　西武池袋本店美術画廊
- 2018年 - 【個展】高山博子展（日本橋三越本店）
- 2019年 - 【個展】高山博子　旅のスケッチ展（三良坂平和美術館）

　　　　- 【個展】福屋美術画廊（広島）
- 2020年 - 【個展】「華・華・華〜　高山博子作品展〜」（日本橋三越本店）
- 2021年【個展】三日月・祈り　〜高山博子作品展〜（福屋美術画廊）

- 2022年 - 「インド独立75年祝賀会記念展示」（ホテルニュー大谷・大阪）

　　　　- 日印国交樹立70年記念展　（絵画で紡ぐ日本とインドのきずな）　
　　　　- ウペンドラ・マハラティと高山博子展（広島県立美術館）
- 2023年 - 【個展】「高山博子展」（福屋美術画廊）

## 画文集
- 2017年　「生命の華　天空に舞う」（渡辺出版、ISBN 978-4902119268）

## テレビ出演
- NHK総合テレビ「生命の喜びを描く」（2007年）